# ペンギラン・ユソフ
ヤン・アマッ・ムリア・ペンギラン・セティア・ネガラ・ペンギラン・ハジ・モハメド・ユスフ・ビン・ペンギラン・ハジ・アブドル・ラヒム（マレー語: Yang Amat Mulia Pengiran Setia Negara Pengiran (Dr) Haji Mohammad Yusuf bin Pengiran Haji Abdul Rahim 、1921年5月2日 - 2016年4月11日）は、ブルネイ･ダルサラーム国の政治家、外交官。
ブルネイ国務大臣。ブルネイ首相。ブルネイ駐日大使。ブルネイ憲法起草に関わった人物の一人。作家ユリ・ハリム（マレー語: Yura Halim）として活躍、ブルネイ国歌『アッラー・ペリハラカン・スルタン』の作詞者である。元駐日大使アダナン・ブンターは義理の息子にあたる。
広島市への原子爆弾投下で被爆した南方特別留学生ペンギラン・ユソフ（当時はフギラン・ユソフ）としても知られている。

## 来歴
1921年英領北ボルネオツトン地区カンポン・カンダンに生まれる。若年期はツトン地区のブキト・ベンデラ・マレー語学校（現ムダ・ハシム中学校）で学ぶ。のちイギリス領マラヤペラ州にあったスルタン・イドリス師範学校（現スルタン・イドリス教育大学）へ進学し2年で修了する。
公式的な資料によると、1939年ブキト・ベンデラ・マレー語学校に補助教員として勤務したのがキャリアの最初としている。そこへ太平洋戦争勃発後進行してきた旧日本軍がイギリスを排除したことにより、日本の統治が始まる。そこで日本語を学ぶためクチンにあった北ボルネオ現地住民官吏養成所に入学する。ここで南方特別留学生2期生に選抜され1944年来日、国際学友会日本語学校での語学研修を受ける。なお、2期生は研修中東京大空襲に遭遇している。その後1945年4月旧制広島文理科大学（現広島大学）へ入学し教育学を専攻した。
1945年8月6日、爆心地から約1.5kmに位置した大学構内（広島高等師範学校ピアノ室）でアブドゥル・ラザクと2人で戸田清教授から数学を受講中に被爆する。ちょうど戸田が2人のそばで話しかけていたところで被爆し、木造2階建の建物が全壊したが机とピアノに守られたため、3人とも無事で自力で脱出した。その後大学の校庭に野宿しながら他の日本人被爆者の救助に尽力している。なお当時広島で被爆した南方特別留学生は9人、ユソフは唯一のブルネイ人被爆者であり最後に亡くなった。
同1945年9月帰国、イギリス保護国であったブルネイにおいて、クアラ・ブライト・マレー語学校教育学部で教鞭をとる。またバリサ・パムダ党結党にむけて動き、党幹事長としてブルネイで頭角を現す。
1947年ペンネームユリ・ハリムとしてアマド・タジュディン国王讃歌を書き、バリサ・パムダ党が国歌にと国王へ進言した。これが1951年オマール・アリ・サイフディン3世国王時代に国家の歌詞に採用され『アッラー・ペリハラカン・スルタン』が誕生した。1954年イギリスのサウス・デヴォン・テクニカル・カレッジで行政学・社会福祉学を学ぶ。
1957年、ブルネイ情報局の局員に着く。この時期、ブルネイ憲法制定に向けて動いていたサイフディン3世国王によって同1957年立法協議会会員に任命され、のち憲法起草委員会委員12人のうちの1人に選ばれ委員会事務局長を務めた。ここで立案された憲法がイギリス政府了承の上で採択されたのが1959年になる。1962年、副国務長官および放送情報局局長に任命される。この年に憲法下での初の州選挙が行われたのと、マレーシア連邦参入反対暴動であるブルネイ動乱が起きている。1964年国務長官に任命される。この時期にブルネイ産天然ガスの対日輸出が始まっている。
1967年、総理大臣(Menteri Besar)に任命される。任期中に国王サイフディン3世退位とハサナル・ボルキア即位が行われている。民生安定・国民生活改善に尽力した。1968年1月12日YAMペンギラン・ジャヤ・ネガラの称号を授与され、同年5月16日YAMペンギラン・セティア・ネガラの称号に昇進される。1973年退任。
退任後は新聞社ブルネイプレスやバイドゥリ銀行頭取などの民間会社の要職、ブルネイ商工会議所総裁につく。1974年から王室顧問委員。1989年立法評議会議員に任命されると最期までその席についていた。1995年から2001年まで駐マレーシア高等弁務官（大使相当）、2001年から2002年まで駐日大使に任命される。
2016年4月11日、自宅で死去。94歳没。

## 栄典
- 1961年 : バンクーバー国際アカデミー名誉博士号[2]
- 1985年 : 勲一等旭日大綬章[2]
- 1993年 : 東南アジア文学賞[4]
- 1997年 : ブルネイ・ダルサラーム大学名誉博士号[2]
- 2013年 : 広島大学名誉博士号[2]

これ以外にも、スルタン・ハジ・オマール・アリ・サイフディン教育賞、またブルネイ宗教勲功サービス賞を受賞している。